# Zuleikha Robinson
Zuleikha Robinson (født 29. juni 1977) er en britisk skuespiller, der er kendt for sin rolle i tv-serien Lost